# Dolkha (district)

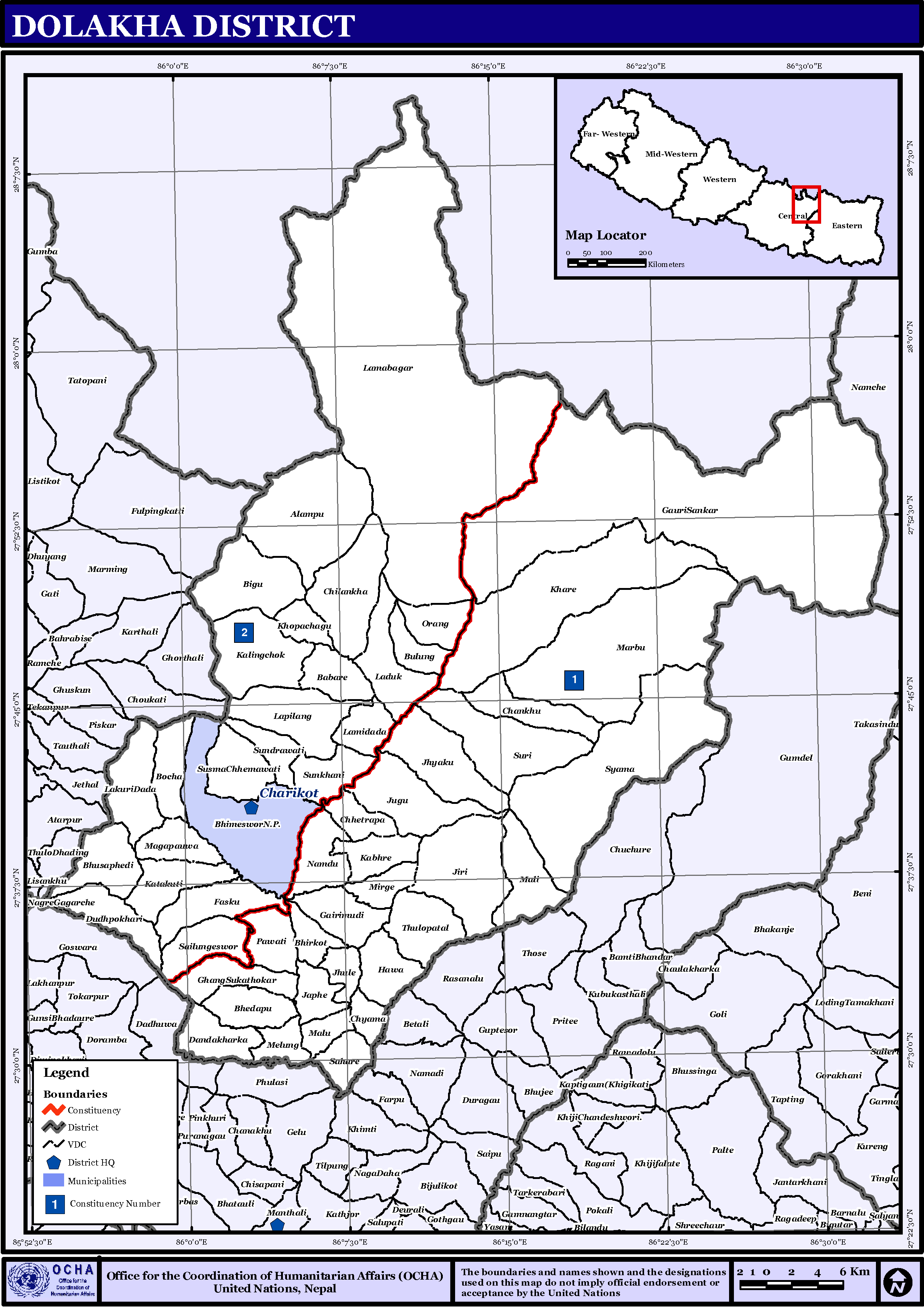
Kaart van Dolkha

Dolkha of Dolakha (Nepalees: दोलखा) is een van de 75 districten van Nepal. Het district is gelegen in de bestuurlijke zone Janakpur en de hoofdstad is Bhimeswar (of: Bhimeshwor), vroeger Charikot genaamd.

## Stedenendorpscommissies[2][3]
- Stad: Nepalees: nagarpalika of N.P.; Engels: municipality;
- Dorpscommissie: Nepalees: gāu bikās samiti; Engels: village development committee of VDC.

- Steden (1): Bhimeswar (of: Bhimeshwor) (vroeger: Charikot).
- Dorpscommissies (51): Alampu, Babare, Bhedapu, Bhirkot, Bhusafeda, Bigu, Bocha, Bulung, Chankhu, Chhetrapa, Chilankha, Chyama, Dandakharka, Dudhpokhari (of: Tamchet Dudhpokhari), Fasku, Gairimudi, Gauri Sankar, Ghang Sukjathokari (of: Ghyang Sukathokar), Hawa, Japhe, Jhule, Jhyaku, Jiri, Jugu (of: Jungu), Kabhre, Kalingchok (of: Kalinchowk), Katakuti, Khare, Khopachagu, Laduk, Lakuri Dada (of: Lakuridanda), Lamabagar, Lamidada (of: Lamidanda), Lapilang, Magapauaa (of: Magapauwa), Mali, Malu, Marbu, Melung, Mirge, Namdu, Orang, Pawati, Sahare, Sailungeswor, Sunakhani (of: Sunkhani), Sundrawati, Suri, Susma Chhemawati (of: Suspa Kshyamawati), Syama, Thulopatal.

Achham · 
Arghakhanchi · 
Baglung · 
Baitadi · 
Bajhang · 
Bajura · 
Banke · 
Bara · 
Bardiya · 
Bhaktapur · 
Bhojpur · 
Chitwan · 
Dadeldhura · 
Dailekh · 
Dang · 
Darchula · 
Dhading · 
Dhankuta · 
Dhanusa · 
Dolkha · 
Dolpa · 
Doti · 
Gorkha · 
Gulmi · 
Humla · 
Ilam · 
Jajarkot · 
Jhapa · 
Jumla · 
Kailali · 
Kalikot · 
Kanchanpur · 
Kapilvastu · 
Kaski · 
Kathmandu · 
Kavrepalanchok · 
Khotang · 
Lalitpur · 
Lamjung · 
Mahottari · 
Makwanpur · 
Manang · 
Morang · 
Mugu · 
Mustang · 
Myagdi · 
Nawalparasi · 
Nuwakot · 
Okhaldhunga · 
Palpa · 
Panchthar · 
Parbat · 
Parsa · 
Pyuthan · 
Ramechhap · 
Rasuwa · 
Rautahat · 
Rolpa · 
Rukum · 
Rupandehi · 
Salyan · 
Sankhuwasabha · 
Saptari · 
Sarlahi · 
Sindhuli · 
Sindhulpalchok · 
Siraha · 
Solukhumbu · 
Sunsari · 
Surkhet · 
Syangja · 
Tanahu · 
Taplejung · 
Terhathum · 
Udayapur